# The Magnetic Fields
The Magnetic Fields är en amerikansk musikgrupp bildad 1989 i Boston, Massachusetts, USA. Musikstilen kan närmast beskrivas som indiepop med inslag av bland annat shoegaze. Gruppen består av medlemmarna Stephin Merritt, Sam Davol, John Woo, Claudia Gonson och Shirley Simms. Merritt skriver samtliga låtar och producerar bandets skivor, såväl som sjunger och spelar många av instrumenten på inspelningarna. 
Gruppens namn är hämtat från boken Les Champs magnétiques av de franska surrealisterna André Breton och Philippe Soupault från 1920.

## Medlemmar
Nuvarande ordinarie medlemmar
- Stephin Merritt – ukulele, keyboard, harmonium, melodica, sång (1990–)
- Claudia Gonson – slagverk, piano, sång (1990–)
- Sam Davol – cello, flöjt (1990–)
- John Woo – banjo, gitarr, mandolin, sitar, dragspel, flöjt (1994–)
- Shirley Simms – sång, autoharpa, ukulele (1999–)

Tidigare medlemmar
- Susan Anway - sång (1990–1992)
- Johny Blood - tuba (1990–1992)

Andra bidragande musiker
Dudley Klute (sång), Nell Beram (sång), LD Beghtol (sång), Julie Cooper (gitarr), Daniel Handler (sång, dragspel, keyboard), Ida Pearle (violin), Chris Ewen (theremin)

## Diskografi
Studioalbum
- Distant Plastic Trees (1991)
- The Wayward Bus (1992)
- Holiday (1994)
- The Charm of the Highway Strip (1994)
- Get Lost (1995)
- 69 Love Songs (1999)
- i (2004)
- Distortion (2008)
- Realism (2010)
- Love at the Bottom of the Sea (2012)
- 50 Song Memoir (2017)
- Quickies (2020)

EP
- The House of Tomorrow  (1992)

Singlar
- 100,000 Fireflies / Old Orchard Beach (1991)
- Long Vermont Roads / Alien Being / Beach-A-Boop-Boop (1992)
- Why I Cry / The Man Amplifier (1995)
- All the Umbrellas in London / Rats in the Garbage of the Western World (1995)
- I Don't Believe You / When I'm Not Looking, You're Not There (1998)
- I Thought You Were My Boyfriend: Remixes (2004)
- California Girls (2007)
- Please Stop Dancing (2008)
- Andrew in Drag (2012)
- Quick! (2012)